# توستائو
توستائو (پرتغالی: Tostão؛ زادهٔ ۲۵ ژانویهٔ ۱۹۴۷) بازیکن بازنشستهٔ فوتبال اهل برزیل است. او در تیم ملی فوتبال برزیل کنار پله بازی می‌کرد و در دوران اوجش یکی از بزرگان دنیای فوتبال شناخته می‌شد.
از باشگاه‌هایی که در آن بازی کرده می‌توان به کروزیرو (یازده سال) و واسکو دوگاما اشاره کرد.